# 로베르트 알머
로베르트 알머(독일어: Robert Almer, 1984년 3월 20일 ~ )는 골키퍼로 활약한 오스트리아의 은퇴한 축구 선수이다.